# Free Girl Now
Free Girl Now é uma música de Tom Petty and the Heartbreakers. É a terceira faixa e o single principal do álbum da banda, Echo. O single alcançou a posição n° 5 na parada Mainstream Rock.